# Distrito de Ponta Delgada
```
   |-
       |
Erro:
:  
valor não especificado para "
nome_comum
"
```

O Distrito de Ponta Delgada , desde 18 de Novembro de 1895 oficialmente denominado Distrito Autónomo de Ponta Delgada , foi uma unidade administrativa das então Ilhas Adjacentes, abrangendo parte do território do arquipélago dos Açores.
Foi criado em 1835, com sede na cidade de Ponta Delgada, e incluía as ilhas de São Miguel e de Santa Maria.
O Distrito Autónomo de Ponta Delgada, como os seus congéneres de Angra do Heroísmo e da Horta, extinguiu-se a 22 de Agosto de 1975 com a criação da Junta Regional dos Açores, órgão de governo provisório que assumiu as respectivas competências, activos e passivos, na sequência do processo de instauração da autonomia constitucional dos Açores.
Com a aprovação da autonomia político-administrativa dos Açores (como aliás aconteceu com a Madeira) os Distritos Autónomos foram definitivamente extintos.
A Constituição da República Portuguesa de 1976 dispõe que os Açores são uma Região Autónoma dotada de Estatuto Político-Administrativo próprio, o qual não prevê a existência de distritos.